# Oenita
L'oenita és un mineral de la classe dels sulfurs que pertany al grup de la löllingita. Va ser anomenada en honor d'Ing Soen Oen (1928-1996), professor de petrologia, mineralogia i geologia mineral a la Universitat d'Amsterdam i la Universitat Lliure d'Amsterdam.

## Característiques
L'oenita és un antimonur-arsenur de cobalt de fórmula química CoSbAs. Cristal·litza en el sistema ortoròmbic en forma d'agregats policristal·lins anèdrics, de fins a 300 μm. La seva duresa a l'escala de Mohs és d'entre 5 i 5,5.
Segons la classificació de Nickel-Strunz, l'oenita pertany a «02.EA: Sulfurs metàl·lics, M:S = 1:2, amb Fe, Co, Ni, PGE, etc.» juntament amb els següents minerals: aurostibita, bambollaïta, cattierita, erlichmanita, fukuchilita, geversita, hauerita, insizwaïta, krutaïta, laurita, penroseïta, pirita, sperrylita, trogtalita, vaesita, villamaninita, dzharkenita, gaotaiïta, al·loclasita, costibita, ferroselita, frohbergita, glaucodot, kullerudita, marcassita, mattagamita, paracostibita, pararammelsbergita, anduoïta, clinosafflorita, löllingita, nisbita, omeiïta, paxita, rammelsbergita, safflorita, seinäjokita, arsenopirita, gudmundita, osarsita, ruarsita, cobaltita, gersdorffita, hol·lingworthita, irarsita, jol·liffeïta, krutovita, maslovita, michenerita, padmaïta, platarsita, testibiopal·ladita, tolovkita, ullmannita, wil·lyamita, changchengita, mayingita, hollingsworthita, kalungaïta, milotaïta, urvantsevita i reniïta.

## Formació i jaciments
L'oenita va ser descoberta en skarns amb contingut de Cu-Co en el camp miner de Cu-Co de Tunaberg (Nyköping, Södermanland, Suècia). Es tracta de l'únic indret on ha estat descrita aquesta espècie mineral